# 雷德奧克鎮區 (密蘇里州勞倫斯縣)
雷德奧克鎮區（英語：Red Oak Township）是位於美國密蘇里州勞倫斯縣的一個行政鎮區。

## 地方資料
雷德奧克鎮區的面積為107.55平方千米，當中陸地面積為106.90平方千米，而水域面積為0.64平方千米。根據2020年美國人口普查的數據，當地共有人口603人，而人口密度為每平方千米5.61人。